# NN-10
La carretera NN-10 es una vía departamental secundaria del occidente de Nicaragua, que atraviesa el departamento de Chinandega. Une las comunidades de Santa Catalina con la ciudad de El Viejo, facilitando el acceso a zonas agrícolas y comerciales.

## Trazado
Tiene una longitud aproximada de 4,72 kilómetros y fue mejorada en 2013 como parte de los planes de ampliación de la red vial secundaria en el occidente del país.